# إيوان فاريس
إيوان فاريس هو محامي وسياسي أمريكي، ولد في 14 سبتمبر 1878 في سافانا في الولايات المتحدة، وتوفي في 10 نوفمبر 1934 في نبتون بيتش في الولايات المتحدة. نشط حزبياً في الحزب الديمقراطي. وقد انتخب عضو مجلس ولاية فلوريدا ‏.